# Adam Wharton
Adam James Wharton (sinh ngày 6 tháng 2 năm 2004) là cầu thủ bóng đá người Anh thi đấu ở vị trí tiền vệ trung tâm cho câu lạc bộ Crystal Palace và Đội tuyển bóng đá quốc gia Anh.
Wharton trưởng thành từ học viện đào tạo trẻ của Blackburn Rovers và chuyển đến Crystal Palace vào tháng 2 năm 2024.

## Sự nghiệp câu lạc bộ

### Blackburn Rovers
Wharton gia nhập học viện đào tạo trẻ của câu lạc bộ Blackburn Rovers từ khi mới 6 tuổi. Tháng 2 năm 2022, anh ký hợp đồng thi đấu chuyên nghiệp cho Blackburn Rovers có thời hạn hai năm rưỡi với lựa chọn gia hạn đến 2025. Ngày 10 tháng 8 năm 2022, anh có trận đấu ra mắt đội một Blackburn trong chiến thắng 4–0 tại vòng một Cúp EFL trước Hartlepool United, thi đấu bên cạnh người anh trai Scott Wharton.
Wharton có tổng cộng 51 lần ra sân cho Blackburn trước khi chuyển đến Crystal Palace.

### Crystal Palace
Ngày 1 tháng 2 năm 2024, Crystal Palace chính thức có được sự phục vụ của Wharton với bản hợp đồng có thời hạn 5 năm rưỡi với với phí chuyển nhượng ước tính 18 triệu £, và có thể lên đến 22 triệu £.

## Sự nghiệp đội tuyển quốc gia
Ngày 21 tháng 5 năm 2024, Wharton được huấn luyện viên Gareth Southgate triệu tập lần đầu tiên vào đội tuyển Anh và có tên trong danh sách sơ bộ 33 cầu thủ Anh có cơ hội tham dự Euro 2024. Ngày 6 tháng 6, anh chính thức có tên trong danh sách 26 cầu thủ Anh sẽ tham dự Euro 2024 nhưng không có cơ hội ra sân tại giải đấu này, nơi đội tuyển Anh giành vị trí á quân chung cuộc.